# 施派克科格爾山 (格萊納爾佩山脈)
47°13′38.03″N 15°2′56.8″E / 47.2272306°N 15.049111°E

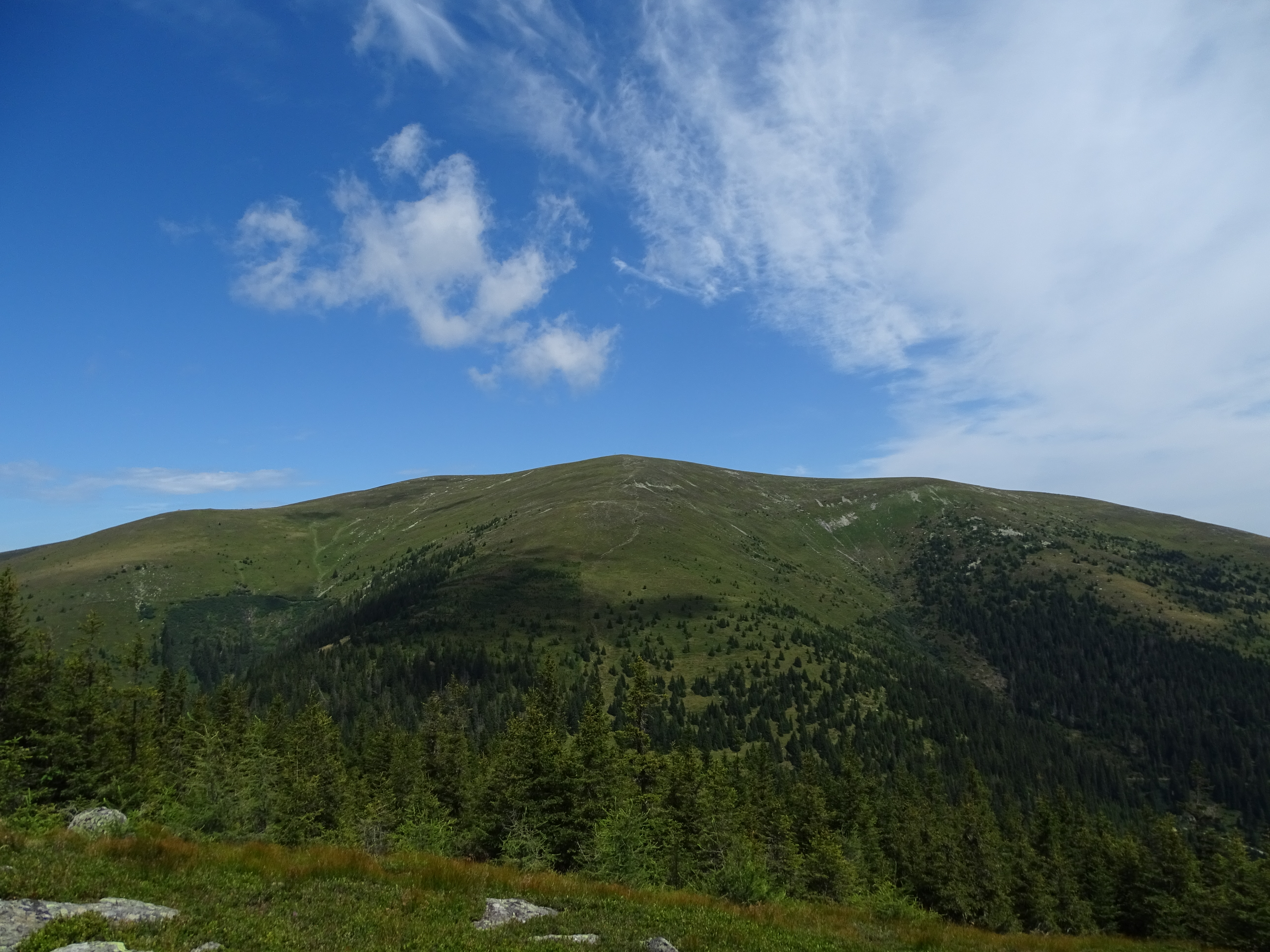

施派克科格爾山（德語：Speikkogel），是奧地利的山峰，位於該國東南部，由施泰爾馬克州負責管轄，屬於格萊納爾佩山脈的一部分，距離倫茨莫阿科格爾山1公里，海拔高度1,988米。